# Libštát
Libštát (deutsch: Liebstadtl) ist eine Minderstadt im Okres Semily, Liberecký kraj in Tschechien.

## Geschichte
Der Ort wurde 1322 erstmals urkundlich erwähnt. Ab 1525 wird er als Stadt bezeichnet.  
Libštát war Teil der Domäne Kumburk-Úlibice. Mitte des 19. Jahrhunderts gehörte der Marktflecken zum Bezirk Lomnitz des böhmischen Kreises Gitschin. Während der Protektoratszeit kam Libštát zum Kreis Semil (Okres Semily) im Oberlandratsbezirk Jitschin. Seit dem 20. Mai 2014 besitzt Libštát den Status eines Městys.
Gegenwärtig leben 1013 Einwohner in der Gemeinde.

## Sehenswürdigkeiten
Im Ort befinden sich 2 Kirchen.
- Evangelisches Bethaus H.B. - Die Errichtung fand im Anschluss an das Toleranzpatent Joseph II. aus dem Jahr 1781 statt. Am Ortsrand der Gemeinde fanden 117 Protestanten, meist angehörige des helventischen Glaubens, ein geistliches Zuhause. Dieses Bethaus besaß weder einen Turm noch schmucke Fenster. Es wurde im neoklassizistischen Stil erbaut und wird seit 1786 bis heute genutzt. Aus diesem Jahr stammt auch die noch heute zu sehende Tür mit einem Vers aus Jak 5,9, der die Eintretenden begrüßt: "Siehe, der Richter stehet vor der Tür". 1789 wurde neben dem Bethaus das Pfarrhaus errichtet. Nachdem 1918 die evangelische Gemeinde H.B. und die evangelische Gemeinde A.B. in der Evangelischen Kirche der Böhmischen Brüder vereint wurden, fanden die Gottesdienste ausschließlich in diesem Bethaus statt.
- Evangelisches Bethaus A.B. - Nachdem die lutherischen Familien anfangs noch im Evangelische Bethaus H.B. ihre Gottesdienste feierten, wurde ihnen 1838 gestattet, am Hang oberhalb des Flüsschens Oleška ein eigenes Bethaus errichten, das 1842 eingeweiht wurde. Mittels einer Spende aus Dresden konnte ein Glockenturm angebaut und ein Friedhof eröffnet werden. Heutzutage verfallen Kirche und Friedhof, wenngleich große Anstrengungen zum Erhalt dieses Areals, das seit 2001 unter Denkmalschutz steht, aufgebracht werden.

## Verkehr
Der Bahnhof befindet sich an der Bahnstrecke Josefov—Liberec—Seidenberk, der ehemaligen Pardubitz-Reichenberger Eisenbahn.

## Sport
- Fußball: FC Jiskra Libštát
- Eishockey: HK Libštát